# José Naya
José Naya (25. juli 1896 – 29. januar 1977) var en uruguayansk fodboldspiller, og olympisk guldvinder med Uruguays landshold.
Naya var angriber på det uruguayanske hold, der vandt guld ved OL i 1924 i Paris. Det var første gang der nogensinde blev spillet fodbold i OL-sammenhæng. På klubplan spillede han for Liverpool de Montevideo i hjemlandet.

## Titler
OL
- 1924 med Uruguay